# Яковичі (Молодечненський район)
Яковичі (біл. вёска Якавічы) — село в складі Молодечненського району Мінської області, Білорусь. Село підпорядковане Лебедівській сільській раді, розташоване в західній частині області.